# أندي بورغين
أندي بورغين (بالإنجليزية: Andy Burgin)‏ هو لاعب كرة قدم بريطاني في مركز ظهير ‏، ولد في 6 مارس 1947 في شفيلد في المملكة المتحدة. لعب مع بلاكبيرن روفرز وديترويت كوجرز وشيفيلد وينزداي ونادي روذرهام يونايتد ونادي هاليفاكس تاون.